# 南非小褐鱈
南非小褐鱈，為輻鰭魚綱鱈形目稚鱈科的其中一種，分布於西印度洋南非納塔爾海域，為深海魚類，深度433-500公尺，體長可達24公分，棲息在底中層水域，生活習性不明。

## 扩展阅读
維基物種上的相關：南非小褐鱈